# Дисульфид-дибромид ниобия
Дисульфид-дибромид ниобия — неорганическое соединение, 
двойная соль металла ниобия, бромоводородной и сероводородной кислот
с формулой NbS2Br2,
красно-коричневые кристаллы.

## Получение
- Длительное выдерживание смеси ниобия, брома и серы в градиенте температур в вакууме:

{\displaystyle {\mathsf {Nb+2S+Br_{2}\ {\xrightarrow {500^{o}C,Cd}}\ NbS_{2}Br_{2}}}}

## Физические свойства
Дисульфид-дибромид ниобия образует красно-коричневые кристаллы
триклинной сингонии,
пространственная группа P 1,
параметры ячейки a = 0,65429 нм, b = 0,65505 нм, c = 0,72448 нм, α = 89,863°, β = 67,397°, γ = 60,443°, Z = 2.
При температуре 261,5°С происходит переход в фазу
моноклинной сингонии,
пространственная группа C 2/m,
параметры ячейки a = 0,65615 нм, b = 1,13015 нм, c = 0,68655 нм, β = 110,073°, Z = 4
.
Высокотемпературная фаза легко замораживается в метастабильном состоянии при комнатной температуре.